# Renazé

Renazé este o comună în departamentul Mayenne, Franța. În 2009 avea o populație de 2,688 de locuitori.